# Татаупа
Татаупа (Crypturellus) — рід птахів родини тинамових (Tinamidae).

## Етимологія
Назва Crypturellus утворена від грецьких слів κρυπτός (Kruptos) «прихований», οὐρά (Oura), «хвіст», і -ellus, латинського зменшувального суфіксу. Назва роду Crypturellus тому означає «маленький прихований хвіст».

## Поширення
Рід поширений в Центральній і Південній Америці.

## Опис
Птахи, як правило, великі 20-32,5 см. Самки звичайно крупніші й важчі, ніж самці. Природне середовище проживання цих птахів є тропічні ліси, тропічні та субтропічні савани . Вони харчуються плодами, насінням та комахами . Вони не багато рухаються.

## Види
- Татаупа чорний (Crypturellus berlepschi)
- Татаупа сірий (Crypturellus cinereus)
- Татаупа малий (Crypturellus soui)
- Татаупа білоокий (Crypturellus ptaritepui)
- Татаупа каштановий (Crypturellus obsoletus)
- Татаупа блідий (Crypturellus undulatus)
- Татаупа білобровий (Crypturellus transfasciatus)
- Татаупа бразильський (Crypturellus strigulosus)
- Татаупа сіроногий (Crypturellus duidae)
- Татаупа червононогий (Crypturellus erythropus)
- Татаупа жовтоногий (Crypturellus noctivagus)
- Татаупа темноголовий (Crypturellus atrocapillus)
- Татаупа чагарниковий (Crypturellus cinnamomeus)
- Татаупа сірогрудий (Crypturellus boucardi)
- Татаупа панамський (Crypturellus kerriae)
- Татаупа амазонійський (Crypturellus variegatus)
- Татаупа короткодзьобий (Crypturellus brevirostris)
- Татаупа перуанський (Crypturellus bartletti)
- Татаупа червонодзьобий (Crypturellus parvirostris)
- Татаупа колумбійський (Crypturellus casiquiare)
- Татаупа сіроголовий (Crypturellus tataupa)